# Qualificazioni al campionato mondiale di calcio 2026 - UEFA - Fase a gironi, gruppo H

## Classifica
Aggiornata al 10 giugno 2025.
| Pos. | Squadra              | Pt | G | V | N | P | GF | GS | DR  |
| ---- | -------------------- | -- | - | - | - | - | -- | -- | --- |
| 1.   | Bosnia ed Erzegovina | 9  | 3 | 3 | 0 | 0 | 4  | 1  | +3  |
| 2.   | Austria              | 6  | 2 | 2 | 0 | 0 | 6  | 1  | +5  |
| 3.   | Romania              | 6  | 4 | 2 | 0 | 2 | 8  | 4  | +4  |
| 4.   | Cipro                | 3  | 3 | 1 | 0 | 2 | 3  | 4  | -1  |
| 5.   | San Marino           | 0  | 4 | 0 | 0 | 4 | 1  | 12 | -11 |

## Risultati

### 1ª giornata
| Arbitro: | Andris Treimanis |

|                          |           |  |
| Pittas 55’ Kakoullīs 86’ | Marcatori |  |

| Arbitro: | Danny Makkelie |

|  |           |             |
|  | Marcatori | 14’ Gigović |

### 2ª giornata
| Arbitro: | Rohit Saggi |

|                                |           |              |
| Demirović 22’ Hajradinović 56’ | Marcatori | 45+2’ Pittas |

| Arbitro: | Damian Sylwestrzak |

|             |           |                                                                               |
| Zannoni 67’ | Marcatori | 6’ (aut.) Cevoli 44’ Popescu 55’ (rig.) R. Marin 75’ (rig.) Hagi 90+5’ Alibec |

### 3ª giornata
| Arbitro: | Luís Godinho |

|           |           |  |
| Džeko 66’ | Marcatori |  |

| Arbitro: | Maurizio Mariani |

|                              |           |              |
| Gregoritsch 42’ Sabitzer 60’ | Marcatori | 90+5’ Tănase |

### 4ª giornata
| Arbitro: | Donatas Rumšas |

|                      |           |  |
| Tănase 43’ Man 45+2’ | Marcatori |  |

| Arbitro: | Ondřej Berka |

|  |           |                                                    |
|  | Marcatori | 3’, 15’ Arnautović 11’ Gregoritsch 27’ Baumgartner |

### 5ª giornata
| Linz 6 settembre 2025, ore 20:45 CEST | Austria | – referto | Cipro | Raiffeisen Arena |

| Serravalle 6 settembre 2025, ore 20:45 CEST | San Marino | – referto | Bosnia ed Erzegovina | San Marino Stadium |

### 6ª giornata
| 9 settembre 2025, ore 20:45 CEST | Bosnia ed Erzegovina | – referto | Austria |  |

| 9 settembre 2025, ore 20:45 CEST | Cipro | – referto | Romania |  |

### 7ª giornata
| 9 ottobre 2025, ore 20:45 CEST | Austria | – referto | San Marino |  |

| 9 ottobre 2025, ore 20:45 CEST | Cipro | – referto | Bosnia ed Erzegovina |  |

### 8ª giornata
| 12 ottobre 2025, ore 15:00 CEST | San Marino | – referto | Cipro |  |

| 12 ottobre 2025, ore 20:45 CEST | Romania | – referto | Austria |  |

### 9ª giornata
| 15 novembre 2025, ore 18:00 CET | Cipro | – referto | Austria |  |

| 15 novembre 2025, ore 20:45 CET | Bosnia ed Erzegovina | – referto | Romania |  |

### 10ª giornata
| 18 novembre 2025, ore 20:45 CET | Austria | – referto | Bosnia ed Erzegovina |  |

| 18 novembre 2025, ore 20:45 CET | Romania | – referto | San Marino |  |

## Statistiche

### Classifica marcatori
Aggiornata al 10 giugno 2025.
2 reti
- Marko Arnautović
- Michael Gregoritsch

- Iōannīs Pittas
- Florin Tănase

1 rete
- Christoph Baumgartner
- Marcel Sabitzer
- Ermedin Demirović
- Edin Džeko
- Armin Gigović

- Haris Hajradinović
- Andronikos Kakoullīs
- Denis Alibec
- Ianis Hagi (1 rig.)
- Dennis Man

- Răzvan Marin (1 rig.)
- Mihai Popescu
- Samuele Zannoni

Autoreti
- Michele Cevoli (1, pro  Romania)